# Buzău
La ciutat de Buzău (antigament escrit Buzeu o Buzĕu; pronunciació en romanès: [buˈzəw]) és la seu del comtat del comtat de Buzău, a la regió històrica de Muntènia, a Romania.
Es troba a la vora de la riba dreta del riu Buzău, i deixa al sud-est les muntanyes dels Carpats i les terres baixes de la plana de Bărăgan.
Buzău és un encreuament ferroviari al sud-est de Romania, on es troben els ferrocarrils que uneixen Bucarest amb Moldàvia i Transsilvània amb la costa del Mar Negre. La carretera DN2 és un segment de la ruta europea E85 que creua la ciutat. La proximitat de Buzău amb les rutes comercials va contribuir a desenvolupar el seu paper com a centre comercial en temps antics i com a centre industrial durant el segle xx.
Durant l'edat mitjana, Buzău va ser una ciutat mercantil i la seu episcopal ortodoxa oriental a Valàquia. Es va enfrontar a un període de destruccions repetides durant els segles XVII i XVIII, avui simbolitzat al segell de la ciutat per l'ocell Fènix. Al segle xix, després del final d'aquella època, la ciutat va començar a recuperar-se. L'economia es va industrialitzar, Buzău es va convertir en un punt central ferroviari i va arribar l'educació pública. En aquest moment, es van construir el palau comunal, edifici emblemàtic de la ciutat, i el parc Crâng, la principal zona recreativa. El règim comunista després de la Segona Guerra Mundial va portar una industrialització forçada i això va portar a un creixement de fins a triplicar la població del moment. Algunes de les fàbriques obertes aleshores encara funcionen en el marc de l'economia de mercat.
No hi ha cap universitat ubicada a Buzău, i només algunes universitats d'altres ciutats hi tenen instal·lacions d'aprenentatge remot. Les principals institucions educatives són l'institut BP Hasdeu (on va estudiar el premi Nobel George Emil Palade) i l'institut Mihai Eminescu. La ciutat té una sèrie d'altres escoles secundàries, a més d'escoles de primària.
La Biblioteca del Comtat de Vasile Voiculescu i el Museu del Comtat de Buzău tenen seu a la ciutat. Aquest últim també gestiona una exposició d'etnografia a la ciutat, així com la casa memorial Vasile Voiculescu a Pârscov i l'exposició d'ambre a Colți.

## Etimologia
La ciutat rep el nom del riu Buzău, que li cau a prop. El riu s'esmenta per primer cop amb el nom de Μουσεος (Mouseos) en un document escrit en grec i datat el 376 dC, que relatava el martiri de Sabbas el Gòtic. L'historiador Vasile Pârvan va pensar que aquest nom era una falta d'ortografia grega de la paraula tràcia Bouzeos (en perdre un π del grup Μπ, que es pronuncia com una llatina B). Va creure que el nom provenia de l'arrel tràcia Buzes, amb l'afegitó del sufix -eu, una forma del sufix grec-llatí -aios.

## Història

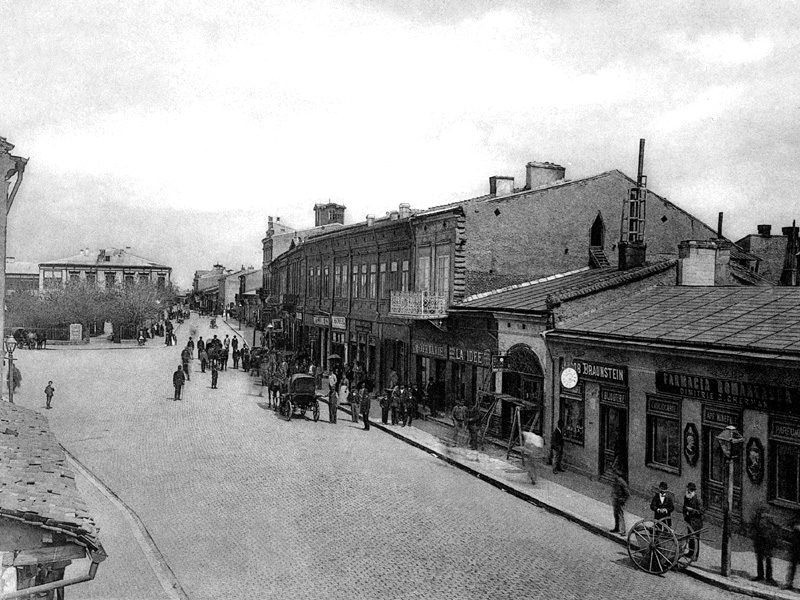
Buzău a principis del segle XX

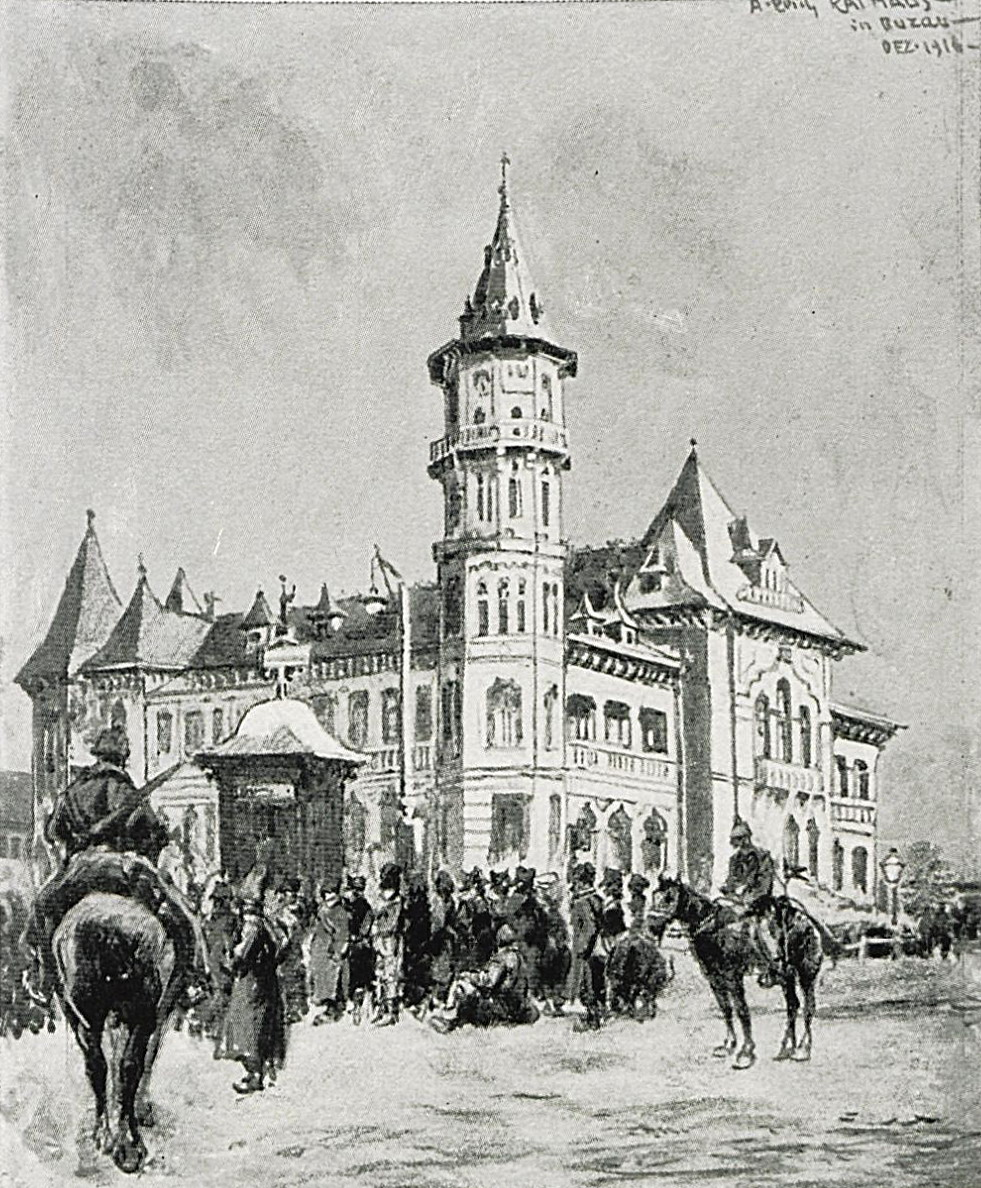
Tropes d'ocupació alemanyes al 1916

La història escrita de la ciutat comença amb la de Valàquia. Va ser certificat com a ciutat mercant i punt duaner durant el regnat de Dan II. Els jaciments arqueològics de les cultures Gumelnița i Monteoru demostren la presència d'habitants abans de l'era cristiana. Durant l'edat mitjana, també hi havia una fortalesa a Buzău, però només se'n conserven algunes mencions passades en documents estrangers. El mercat ja floria el 1431. També s'havia convertit en una seu episcopal ortodoxa a inicis del segle XVI.
Al segle XVII va iniciar-se una època de guerres i invasions estrangeres que va afectar la ciutat i els seus voltants. Van començar amb la participació de Miquel el Valent a la Llarga Guerra Turca i van acabar amb la insurrecció valaca del 1821. Els desastres naturals (epidèmies i terratrèmols) també van passar factura a la ciutat, provocant la destrucció i el despoblament de Buzău. No obstant això, els habitants sempre van tornar i van reconstruir la ciutat, cosa que va portar a les autoritats locals de principis del segle xviii a utilitzar com a símbol l'ocell Fènix al segell de la ciutat, senyalitzant el renaixement constant.
El segle xix va suposar un moment de desenvolupament cultural i econòmic. El Palau Comunal, principal punt de referència de la ciutat, es va construir en aquell moment, després que la ciutat desenvolupés la seva indústria i es convertís en un centre ferroviari a la dècada de 1870. Les escoles estaven obertes, com ara el seminari teològic el 1836 i l'institut BP Hasdeu el 1867. Es van iniciar obres de teatre (a partir del 1852): la casa de teatre "Moldàvia" es va construir el 1898 i es va utilitzar la primera meitat del segle XX com a sala principal de concerts i teatre, on hi van actuar artistes com George Enescu, CI Nottara i Nicolae Leonard. Durant breus períodes, Ion Luca Caragiale i Constantin Brâncuși han viscut i treballat a Buzău.
Durant la Primera Guerra Mundial, Buzău va passar a formar part de l'ocupació alemanya després de mitjans de desembre de 1916, i molts habitants es van refugiar als pobles propers o a l'oest de Moldàvia. La ciutat va reprendre el seu desenvolupament després de la guerra. L'interbellum va provocar els primers partits esportius (futbol associatiu i boxa) i la fàbrica "Metal·lúrgica", un negoci privat que els comunistes havien de confiscar posteriorment i que continua fins avui.

Després de la Segona Guerra Mundial, la industrialització de Buzău va accelerar amb força i la seva població va triplicar-se en menys de 50 anys; es van portar nous habitants a treballar a fàbriques de nova construcció, principalment al sud de la ciutat. Buzău va canviar profundament en aparença, ja que es van construir barris de la classe obrera en lloc dels antics carrers comercials i alguns edificis històrics com el Teatre Moldàvia van ser enderrocats. El seu paper cultural va ser assumit només pel Centre Cultural dels Sindicats Laborals i després pel Cinema "Dàcia".

### Edificis històrics

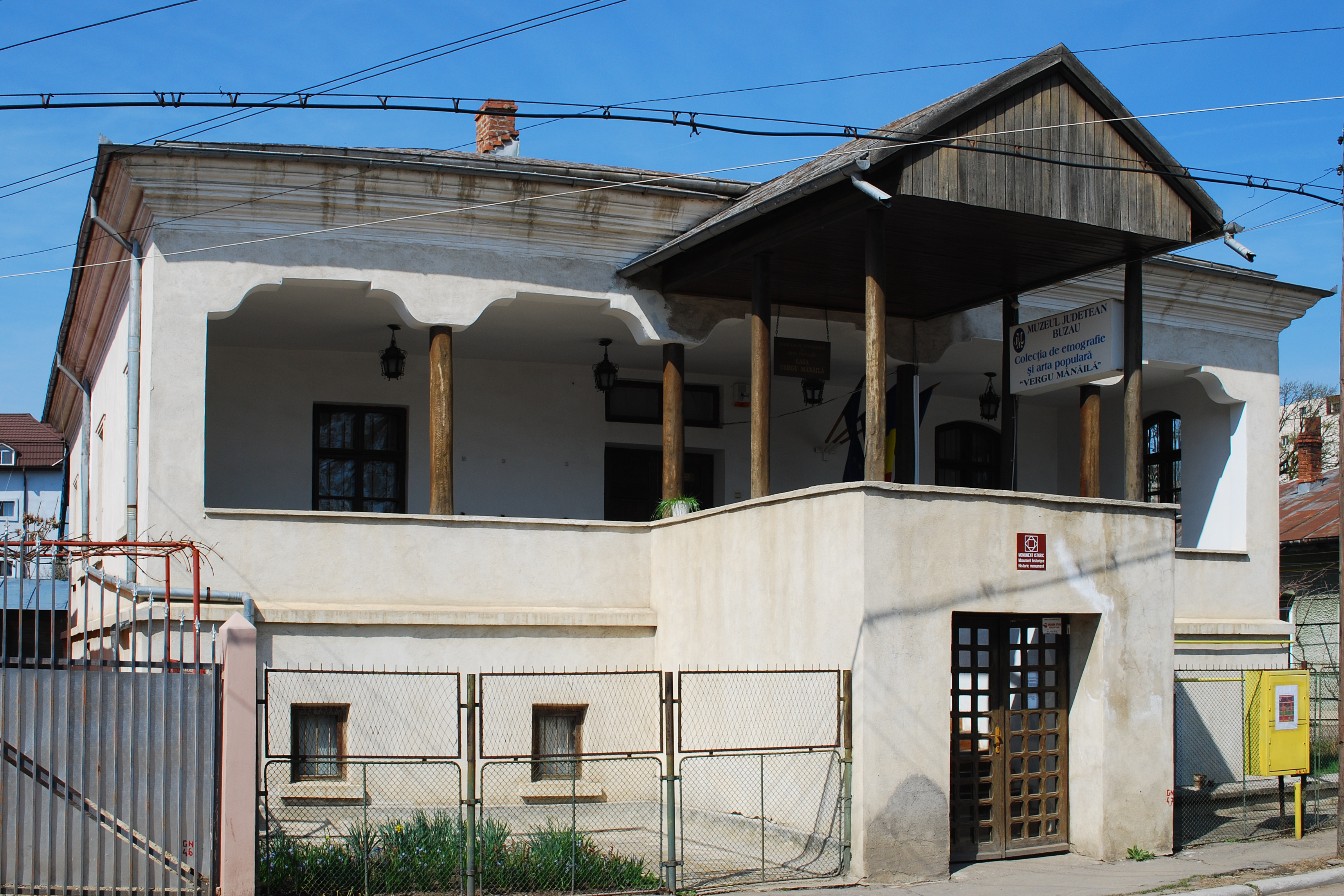
La casa Vergu-Mănăilă és l'edifici habitable més antic de Buzău, que data de l'any 1780. A excepció d'algunes esglésies, és l'únic edifici de l'època de les successives destruccions de Buzău (segles XVII i XVIII). Acull l'exposició d'etnografia del Museu del Comtat.

A Buzău s'hi troben vuit monuments històrics classificats com d’importància nacional: l'església del Naixement de Crist (1649, també coneguda col·loquialment com a “església dels grecs” o “església dels comerciants”) juntament amb el seu campanar d'espadanya; el jutjat (segle XX); l'església de l'Anunciació de l'antic monestir de Banu (segle xvi); l'església de la Dormició al districte de Broșteni, (1709, juntament amb el campanar d'espadanya erigit el 1914); la seu del bisbat ortodox amb l'església de la Dormició (1649), la capella (1841), el palau episcopal (segle XVII), l'antic seminari (1838), la cancelleria (segle XIX), campanar d'espadanya i el mur compost (Segle XVIII); la mansió Vergu-Mănăilă (segle xviii, que actualment acull l'exposició d'etnografia del Museu del Comtat); Biblioteca del comtat de Vasile Voiculescu (1914); i el palau comunal (ajuntament, 1899–1903).
Un monument al fòrum públic i dotze monuments commemoratius s'inclouen a la llista de monuments històrics del comtat. S'hi inclouen l'àrea urbana del carrer Cuza Vodă (segle XIX) al nucli antic, el parc Crâng, la Vila Albatros (propietat d'Alexandru Marghiloman) i el parc, el temple jueu, els edificis de les escoles secundàries BP Hasdeu i Mihai Eminescu, una casa on hi va viure Hortensia Papadat-Bengescu durant uns anys, i algunes de les tombes del cementiri de Dumbrava, com una que originalment estava decorada amb l'estàtua "Oració" de Constantin Brâncuși (actualment substituïda per una rèplica).Plantilla:Clearright

## Geografia
La ciutat es troba al bell mig del comtat, a 100 km al nord-est de Bucarest, al sud-est de Romania, i disposa d'una superfície total de 81,3 km², a la curvatura més externa dels contraforts subcarpàtics, a la cruïlla entre les tres principals províncies històriques romaneses: Valàquia, Transsilvània i Moldàvia. Està situat a la riba dreta del riu Buzău, que fa el seu límit nord. La forma de la ciutat és oblonga. Assoleix altituds de 101 metres al nord-oest, a prop dels contraforts, baixant fins als 88 metres a la vora del riu, mentre que l'altitud mitjana és de 95 metres, la mateixa que l'altitud de la plaça Dacia, al centre de la ciutat. Així, Buzău se situa en una zona plana, amb un desnivell de 10 metres al llarg d'una línia de 4 quilòmetres.

### Vies d'aigua
El riu Buzău és el límit nord de la ciutat. Aquest riu ha creat una conca subterrània que alimenta permanentment amb aigua. Aquestes aigües subterrànies són una font principal d'aigua potable i el seu excés desborda cap a un aiguamoll pantanós al sud de la ciutat, a les comunes veïnes Costești, Stâlpu i Țintești, amb fonts petites però constants, que formen finalment el riu Călmățui.

### Clima
Les precipitacions anuals són aproximadament de 500 mm. A l'hivern la neu pot arribar a formar una capa de 30 cm. El riu Buzău té un cabal fluctuant. A la primavera, quan recull neu fosa de la zona de muntanya, el seu nivell augmenta notablement. La ciutat, però, es va construir lluny de la seva vall profunda i àmplia, de manera que el riu no inunda mai la ciutat. Fins i tot durant les grans inundacions del 2005, les aigües no van causar cap problema a la ciutat, però van malmetre greument els dos ponts que la travessaven, situats a la ciutat que també està protegida per dics, i per la petita presa de Cândești.
Les autoritats locals consideren, però, que la seva estratègia de defensa contra les inundacions no cobreix adequadament el cinturó de la ciutat, que forma part del DN2, que segueix el riu durant un tram breu.
El clima és humit continental, amb una mitjana de 92 dies de gelada a l'any (16 amb temperatures inferiors a -10° C), però també amb 92 dies d'estiu. Els vents locals inclouen el Crivăț, un vent fred del nord-est i, de vegades, a l'est a l'hivern, i l'Austru, un vent del sud-oest que porta aire sec a l'estiu i condueix a dies més càlids a l'hivern.

### Flora i fauna

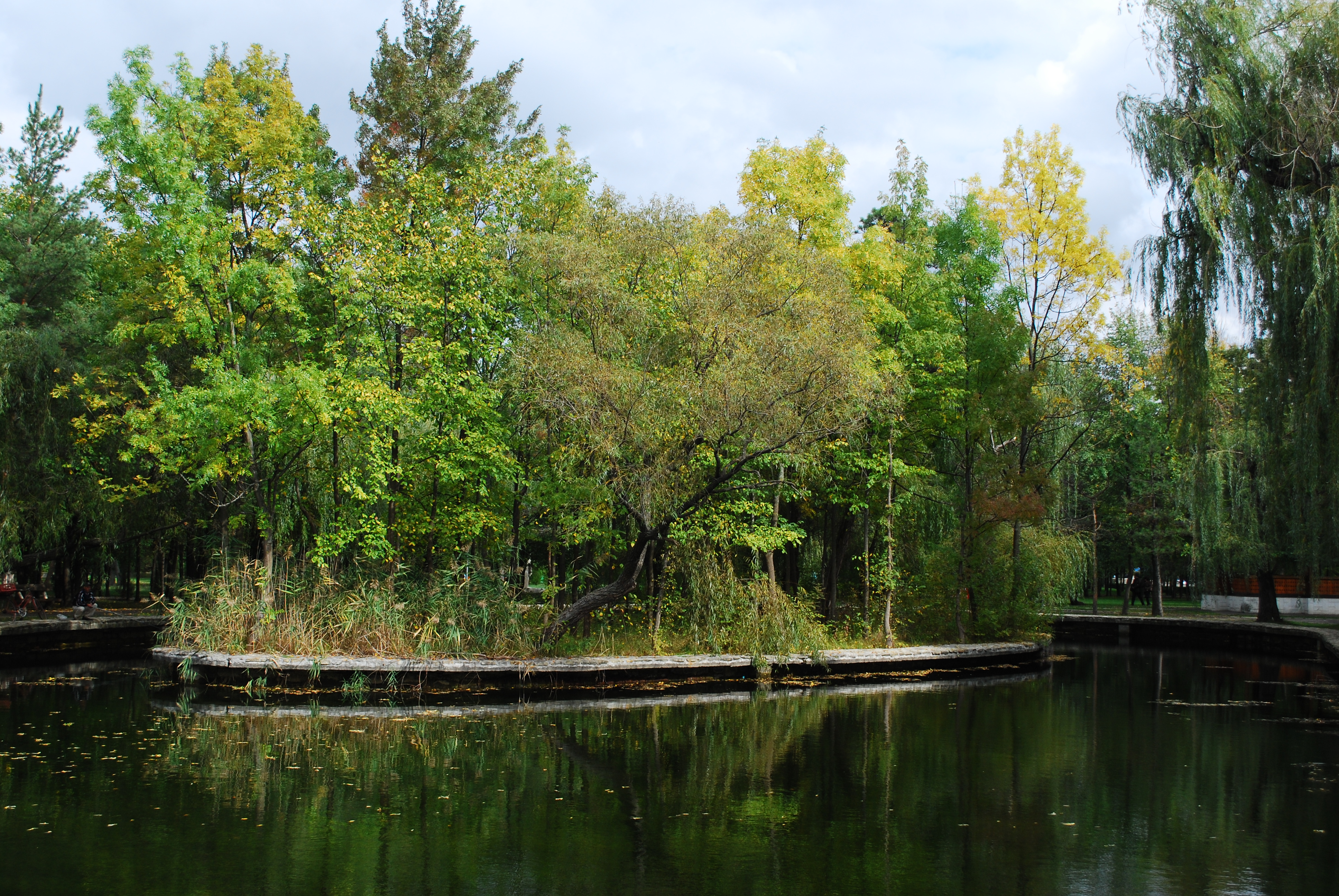
Parc Crâng, la principal zona verda

La flora de Buzău és diversa al bosc occidental de Crâng, 189 hectàrees de bosc d'alzines, una resta de l'antic Codrii Vlăsiei. El parc Crâng ocupa 10 hectàrees d'aquest bosc i representa la principal zona verda de Buzău. No es designa com a zona protegida en si mateixa, però conté algunes espècies de plantes protegides, com la fritillaria meleagris i l'iris brandzae. A les comunes veïnes de Țintești i Costești hi ha altres restes de Frasinu i Spătaru, respectivament. Al pati de l'edifici, a la intersecció dels carrers Crizantemelor i Tudor Vladimirescu, a l'altra banda del parc del davant de l'institut BP Hasdeu i l'església de Banu, hi ha un roure centenari, protegit com a monument de la natura. El 6% de l'àrea protegida Lunca Buzăului, un lloc Natura 2000 gestionat per la Universitat Ecològica de Bucarest, es troba als límits de la ciutat, al nord i a l'est.
La majoria dels carrers de Buzău tenen arbres plantats; castanyers al bulevard Nicolae Bălcescu i til·lers al bulevard Unirii. Als jardins, els habitants de la zona conreen roses, jacints, tulipes, peonies locals i petúnies, a més de vinyes i enredadores per a fer-hi ombra. La fauna salvatge de Buzău està formada per espècies que viuen principalment a la ciutat. El pardal de casa i el colom de coll són omnipresents, i els petits mamífers més comuns són la picota salvatge i la rata marró. Els llacs estan poblats de peixos, com ara els amargs i les anguiles, a més de cargols i llangardaixos verds.
Durant la temporada migratòria, un parlament de mussols d'orella curta ha tingut l'hàbit de passar uns dies en uns avets alts situats al pati de la Inspecció Forestal al centre de la ciutat. De vegades, els conreus experimentals de l'Estació de Recerca i Desenvolupament d'Olericultura de la ciutat atrauen senglars dels boscos de ribera.

## Demografia
Segons el cens del 2011, la ciutat tenia 115,494 habitants, una disminució respecte al cens anterior, el 2002, quan 134.227 s'hi havien enregistrat. La majoria dels habitants són romanesos (88,43%), amb una minoria gitana (4,73%). L'afiliació ètnica és desconeguda per al 6,69% de la població. La majoria dels habitants practiquen el cristianisme ortodox (91,98%). El 6,75% de la població desconeix l'afiliació religiosa.

### Comunitats ètniques
La principal minoria ètnica de la ciutat són els gitanos. Al llarg de la història, altres comunitats han existit a Buzău, però actualment estan pràcticament extingides. Els que més van deixar la seva empremta a la ciutat van ser els jueus i els búlgars.

#### Roma
Establert després del segle XVI pel bisbat ortodox a la seva finca situada al nord-oest de la ciutat mercantil de Buzău, als pobles Simileasca i Iorguleasca, els gitanos han viscut com a esclaus que treballaven a la terra del bisbat. Després del seu alliberament al segle xix i, amb la unió entre Valàquia i Moldàvia, el nou país va obtenir una nova divisió territorial, Simileasca es va convertir en una comuna. El 1968, aquesta comuna es va dissoldre i es va integrar amb Buzău. La comunitat gitana encara es troba principalment en aquesta part de la ciutat i conserva la seva identitat, tot i que els líders creuen que els gitanos d'altres parts de la ciutat, que ja no parlen l'idioma del seu poble, accepten l'assimilació per part de la majoria dels romanesos, i es declaren també romanesos al cens.
La comunitat s'enfronta a una pobresa endèmica, elevat analfabetisme, manca de qualificacions professionals i índex d'abandonament escolar, que l'exposen a la manipulació permanent dels polítics per a les eleccions. Molts gitanos van marxar a l'estranger, especialment als països del nord d'Europa. El municipi també gestiona programes per millorar el seu estat, i l'Escola núm. 14, ubicat a Simileasca, és el focus principal d'aquestes accions. Els alumnes d'aquesta escola publiquen un diari escolar bilingüe, en romaní i romanès, que promou la integració dels gitanos a la societat romanesa.

#### Jueus

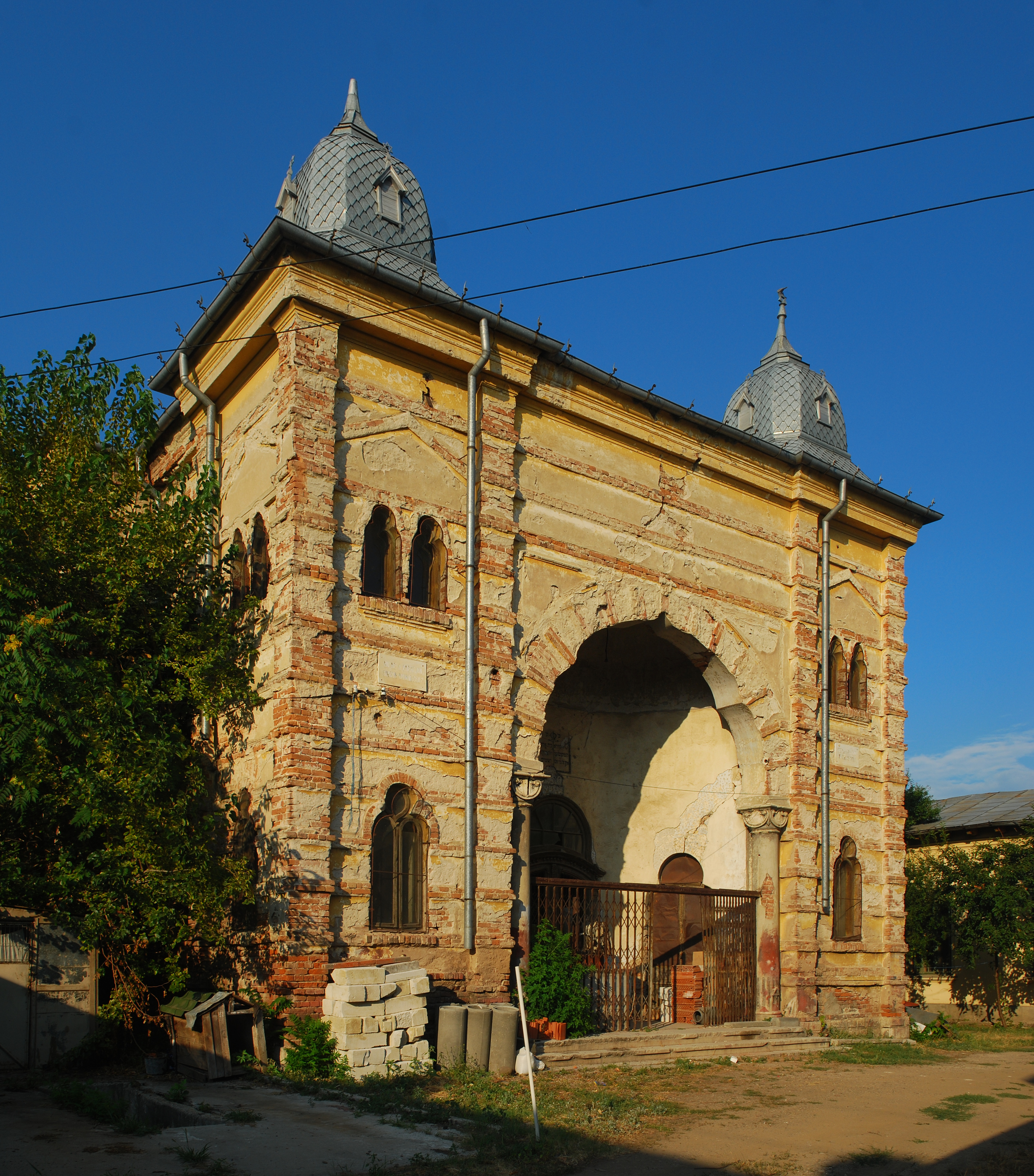
La sinagoga jueva de Buzău

Tot i que s'esmenten en documents ja al segle xvi, els jueus de Buzău es van convertir en una comunitat especialment important a partir del període de desenvolupament cultural i econòmic del segle xix. Una gran part eren comerciants i artesans. El cementiri jueu va aparèixer el 1853 i un temple data del 1885. Entre les dues guerres mundials, el 10% de la població de Buzău era jueva, un gran percentatge en comparació amb altres ciutats de Valàquia, però significativament menor que les de Moldàvia, cosa que va salvar la comunitat del pes de la repressió del govern d'Antonescu. Tot i així, durant la Segona Guerra Mundial, els jueus van haver de suportar algunes persecucions: eren obligats a fer treballs obligatoris (les autoritats van abusar de la llei i van ampliar l'edat de les persones que havien de fer aquest treball, així com el propi cos de l'obra), i pagar 15 milions de lei (quatre vegades l'impost habitual) per "El préstec de reunificació"; se'ls va confiscar certs tipus d'objectes i es van imposar restriccions especials.
La comunitat va haver d'acollir orfes els pares dels quals van ser assassinats durant l'Holocaust abans de ser deportats a Transnístria, República de Moldàvia. Durant aquestes persecucions, la comunitat jueva va ser defensada pels capitans Stroie i Ionescu, per les famílies Scânteie i Stahu, i per Anghel Anuțoiu de Vrancea, un home que va informar els membres de la comunitat de les properes incursions nazis, que van salvar moltes vides, incloses la del rabí Simon Bercovich, a qui va ajudar a abandonar la ciutat i amagar-se. Després de la guerra, la majoria dels jueus de la ciutat van traslladar-se a Israel i van deixar enrere una comunitat jueva de poques desenes de persones. Algunes de les personalitats de la comunitat jueva de Buzău eren la pintora Margareta Sterian i el filòsof Ludwig Grunberg.

#### Búlgars ("serbis")
Al segle xviii, per evitar la repressió otomana contra els cristians dels Balcans, grups de búlgars es van establir a Valàquia on van gaudir de llibertat per practicar el cristianisme; alguns d'aquests grups van arribar a Buzău. Els locals els van anomenar "serbis" com a terme genèric per als eslaus que provenien del sud. Els nous immigrants aviat varen començar a treballar els horts⁣, ja que les seves cases es trobaven a la rodalia del riu que els proporcionava molta aigua. Mentre que els agricultors locals es dedicaven més a la cria de bestiar i al cultiu de cereals. Tot i que la comunitat búlgara va ser assimilada amb el temps pels romanesos, curiosament fins avui els habitants de la ciutat utilitzen la paraula "serbi" com a sinònim de "qui cultiva verdures".

## Govern
Buzău està administrat per un alcalde i un consell local format per 23 regidors. L'alcalde, Constantin Toma, del Partit Socialdemòcrata (PSD), ocupa el càrrec des del 2016.
Buzău no es subdivideix en cap unitat inferior, com podrien ser les comunitats, però les autoritats locals guien els seus projectes i estratègies segons una divisió informal per districtes. Al document Strategia 2014–2020, document estratègic de l'alcaldia, s'hi van identificar els districtes següents: Centre, Micro 12 / Indepenedenței, Marghiloman, Dorobanți, Nicolae Bălcescu, Simileasca, Micro 14, Poștă, Mihai Viteazul, Pod Horticolei, Luceafărul, Broșteni i la Zona Industrial.
Buzău assumeix el paper administratiu de capital del comtat. Per tant, gairebé tots els serveis públics a escala de comtat tenen la seva seu central. A més, en l’àmbit nacional, Buzău és el quarter general de la 2a divisió d'infanteria (Getica; antic 2n exèrcit romanès), una de les tres divisions que formen les Forces terrestres romaneses, així com tres batallons al seu comandament — un d'enginyers, un de camins, i un de logística. A prop, al poble de Boboc, hi ha una escola d'aviació militar.
El tribunal més alt que funciona a la ciutat és el Tribunal Buzău, amb autoritat sobre tot el comtat. La jurisdicció del Tribunal cobreix els quatre jutjats locals (judecătorii) del comtat, dels quals el jutjat local de Buzău es troba a la ciutat i pren casos relacionats amb Buzău i 34 comunes circumdants, la jurisdicció més gran de les quatre. El tribunal superior a tot això és el tribunal d'apel·lacions de Ploiești.
Al Parlament romanès, Buzău elegeix diputats a les llistes associades al comtat de Buzău. Dels set diputats elegits el 2016 en aquestes llistes, sis (els socialdemòcrates Marcel Ciolacu, Ionela Viorela Dobrică, Sorin Lazăr, Dănuț Păle, Nicolaie-Sebastian-Valentin Radu; i Adrian Mocanu del Partit del Moviment Popular) tenen el seu càrrec a Buzău, mentre que només el liberal Cristinel Romanescu té el seu a Râmnicu Sărat.
A finals del segle xix, l'estadista local Alexandru Marghiloman, propietari d'una gran finca i d'una mansió prop de la ciutat, va esdevenir destacat. Germanofile, Marghiloman era primer ministre cap al final de la Primera Guerra Mundial, quan Romania es va veure obligada a signar el tractat de Bucarest de 1918 i va iniciar el procés d'integració de Bessaràbia, que havia proclamat la seva unió amb Romania a mitjans d'abril d'aquell any. Un altre polític contemporani conegut de Buzău és Cătălin Predoiu; inicialment ministre de Justícia independent al govern de Călin Popescu-Tăriceanu, Predoiu es va convertir en membre del Partit Liberal Nacional (PNL), després del qual va deixar el 2008 per continuar com a ministre, i el 2013 ha intentat obtenir la nominació presidencial del Partit Liberal Democràtic (PDL) per a les eleccions de l'any vinent; finalment, aquest partit es va fusionar amb el PNL, que va nomenar Klaus Iohannis, i Predoiu es va convertir en primer ministre a l'ombra.

## Economia

### Història econòmica
Durant l'edat mitjana, l'economia de Buzău es basava en el comerç, ja que la ciutat del mercat va començar com a lloc de duanes i d'intercanvi, i es va desenvolupar a causa de la seva posició a la curvatura dels Carpats, en un lloc on es reunien les carreteres que connectaven Valàquia amb Moldàvia i Transsilvània. L'antiga tradició de la ciutat del mercat encara es conserva a la fira Drăgaica, que se celebra cada mes de juny al voltant de l'estiu, que reuneix petits productors i comerciants de diverses regions de Romania.
La reforma agrícola durant Alexandru Ioan Cuza va portar alguns jardiners búlgars a llogar el 1897 i el 1898 algunes terres adquirides per l'estat directament al bisbat. El grup va desenvolupar una xarxa de distribució de productes tant a Buzău com a altres ciutats properes com Brașov, Ploiești o Râmnicu Sărat. La seva activitat es va tornar encara més lucrativa després de la reforma agrària de 1921.
Després d'acabar el període de repetides invasions i destruccions al segle xix, l'economia també es va començar a industrialitzar. Cap al final d'aquest segle, el desenvolupament d'una xarxa ferroviària romanesa va convertir Buzău en un dels seus eixos importants i va empènyer les petites botigues d'artesans a evolucionar cap a instal·lacions industrials. La primera instal·lació d'aquest tipus va ser el molí Garoflid, obert el 1883, que funcionava també com a fàbrica de teles. 1894 es va construir una refineria de petroli de la societat de Saturn; aquesta refineria havia de funcionar durant 50 anys.
Després d'una dramàtica disminució a nivell nacional causada per la Primera Guerra Mundial (la producció de 1919 era una quarta part de la del 1913), el desenvolupament industrial va agafar força durant l'interbel. Un dels components principals de la indústria local era la mòlta. El primer molí industrial de la ciutat, Garoflid, rebatejat com a nou propietari Zangopol, havia assolit un capital de 5 milions de lei el 1928 i, de 30 milions el 1938, mentre que l'empresa que l'operava tenia al voltant de 100 empleats. Un altre negoci que va iniciar-se en aquest moment va ser Metalurgica și Turnătorie - SA (Metal·lúrgia i fosa), fundada el 1928 amb un capital superior als 9 milions de lei. Tot i que va tenir un període inicialment difícil, ja que es va tancar durant la Gran Depressió, es va reobrir el 1933, per tornar-lo a tancar el 1940 i el 1944, durant la Segona Guerra Mundial.

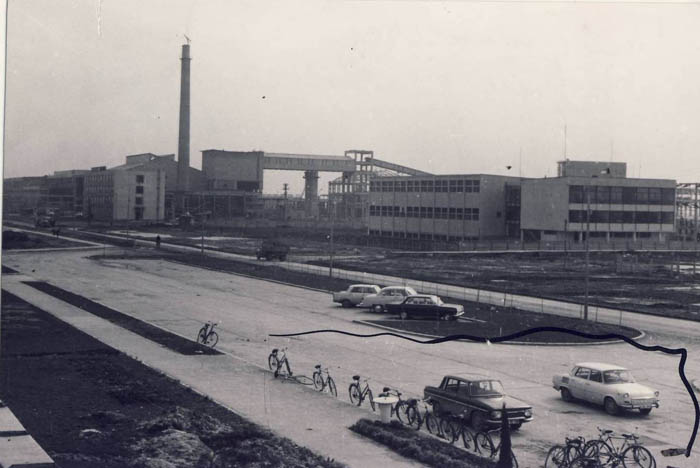
Fàbrica de finestres de Buzău el 1970

Després de la Segona Guerra Mundial, l'11 de juny de 1948 totes les fàbriques van ser requisades pel govern comunista, que també va iniciar un programa d'industrialització forçada, tot i que algunes de les indústries que s'estaven desenvolupant no eren adequades per a la regió. El 1965 es va començar a construir la plataforma industrial Buzău Sud de 318 ha al voltant de l'antiga ubicació de la refineria de Saturn, explotada durant la guerra. Va ser la ubicació de les fàbriques més importants de la ciutat que es van desenvolupar en aquell moment: l'empresa de filferro d'acer i productes de filferro d'acer (després de 1990, Ductil), l'empresa de maquinària ferroviària (després de 1990, Apcarom), Metalurgica (la fundada el 1928), la fàbrica de vidres i finestres (després del 1991, Gerom SA).

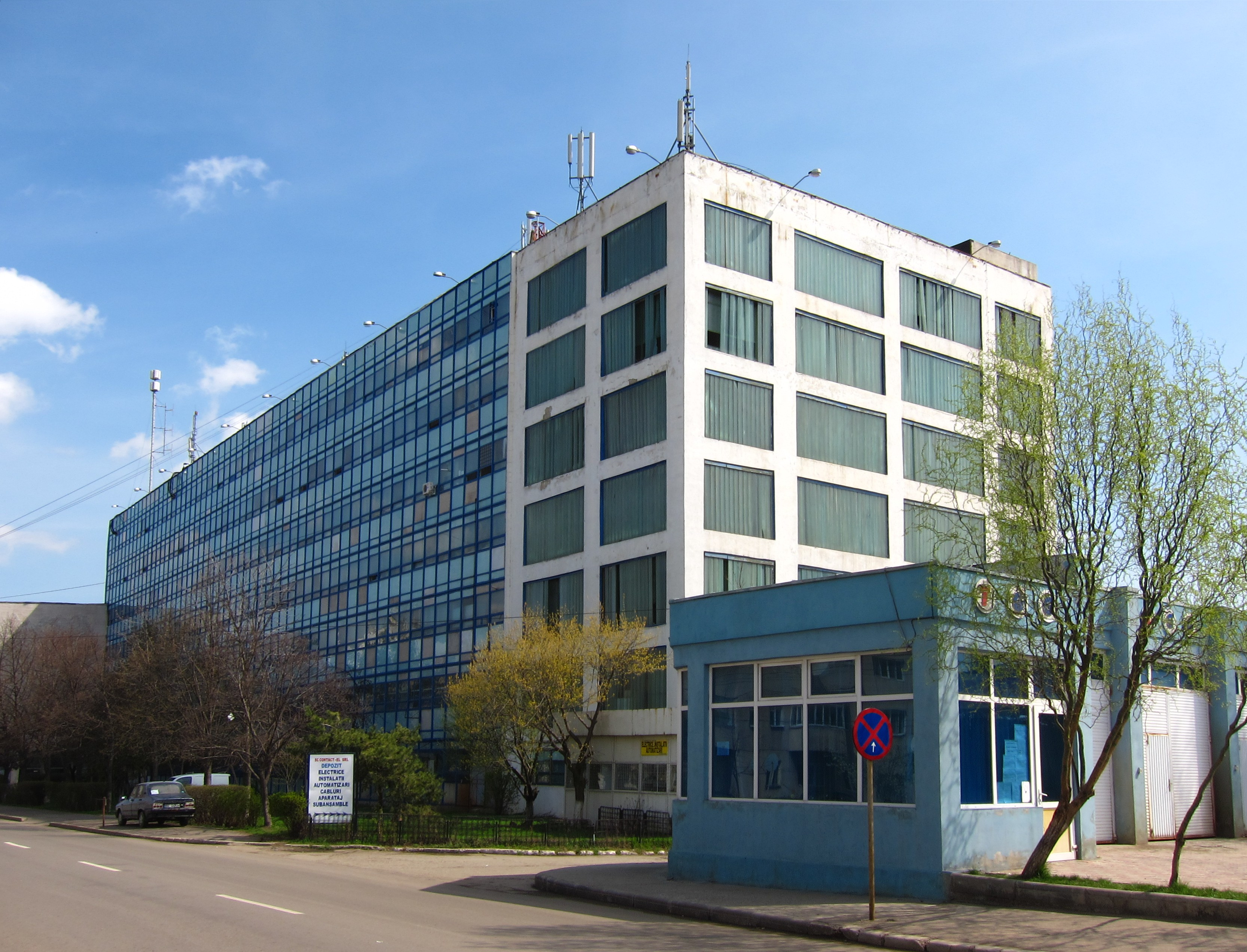
La fàbrica de relés elèctrics "Contactoare" a Buzău

Altres instal·lacions es van situar en altres parts de la ciutat, com ara Contactors Enterprise, al nord-est, i Plastic Works (després de 1990, Romcarbon SA) al nord.
Malgrat la industrialització forçada, Buzău va evitar dependre d'una sola indústria i no hi va haver un punt de fracàs únic per a l'economia de la ciutat. Segons la nova llei de comerç del 1990, que va arribar després de la caiguda del comunisme, les fàbriques es van organitzar com a empreses estatals i es van privatitzar. La majoria van sobreviure a la transició cap a una economia de mercat, ja que molts d'ells es van tornar viables.

### Economia actual
Actualment, la companyia amb seu a Buzău més gran és Romet, un holding format per múltiples empreses que produeixen materials d'aïllament per a canonades d'aigua i gas, filtres d'aigua, extintors i altres productes relacionats. Va tenir èxit als anys noranta, amb el purificador d'aigua domèstic Aquator. El 1999 també va adquirir Aromet SA, l'empresa que explotava la fàbrica Metalurgica de 1928.

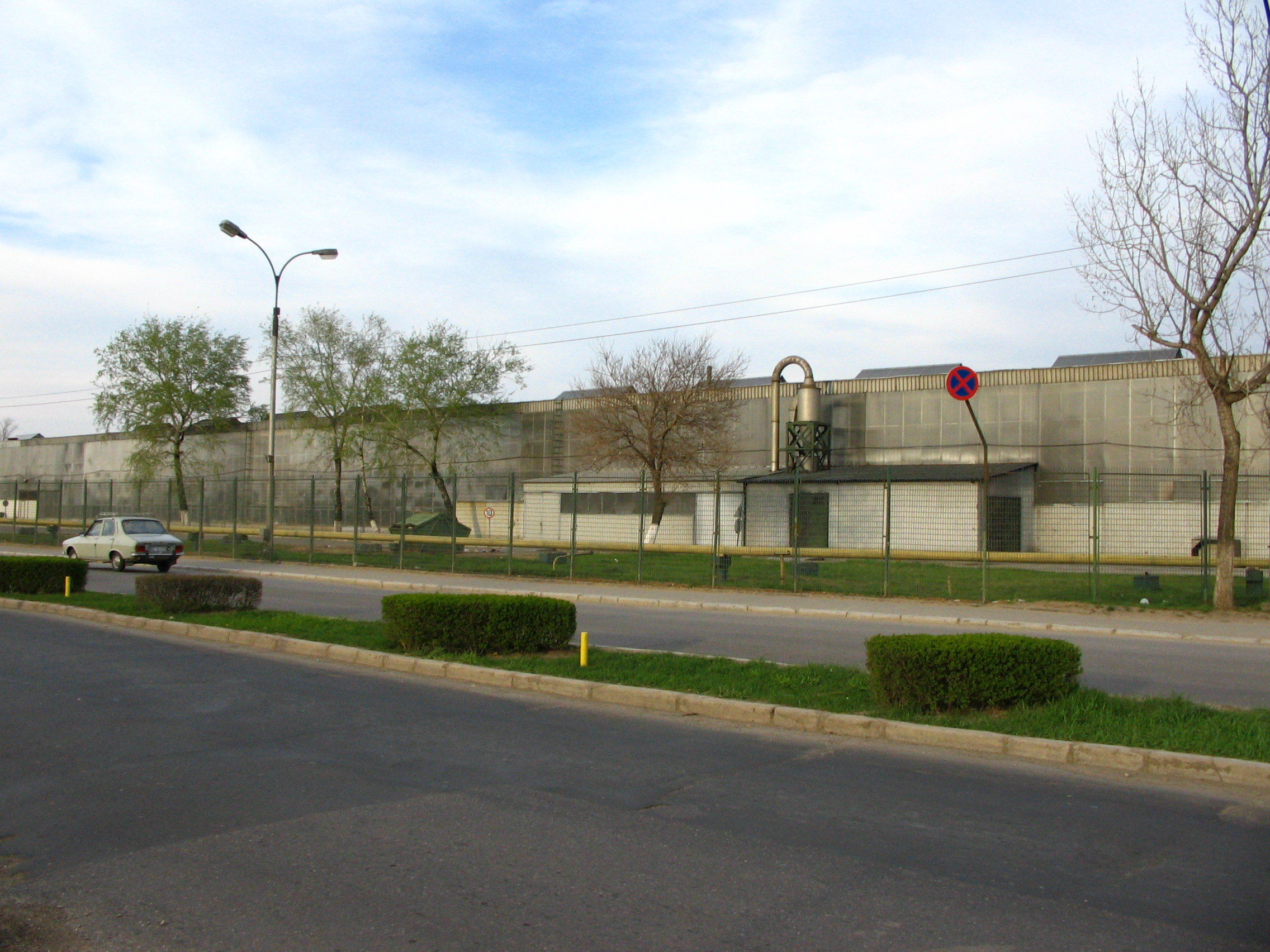
Fàbrica de filferro d'acer dúctil

Altres empreses amb seu a Buzău van ser privatitzades per programes supervisats pel Banc Mundial. <i id="mwAoM">Apcarom SA</i>, l'únic productor romanès d'equips ferroviaris, va ser adquirida per l'empresa austríaca VAE i el 2008 tenia un capital de 7,38 milions de lei. Ductil SA, una de les empreses més grans de la ciutat, va ser privatitzada el 1999 i dividida posteriorment, durant el període 1999-2000, pel nou accionista majoritari, FRO Spa, que només mantenia els elèctrodes i les instal·lacions d'equips de soldadura i esgotava les altres. Els treballs de filferro d'acer, xarxa metàl·lica soldada, formigó i ferro es van convertir en Ductil Steel SA i van passar a l'empresa italiana Sidersipe. Les obres de ferro en pols es van convertir en pols de ferro ductil. El 2007, FRO Spa va vendre Ductil SA a l'empresa russa Mechel, per 90 milions d'euros. Zahărul SA, el productor de sucre de la ciutat, va ser adquirida per Agrana România, un grup austríac que també posseïa altres fàbriques de sucre a Roman, una fàbrica de midó a Țăndărei i una planta de sucs a Vaslui.
La mòlta continua present al mercat local: el major productor local és Boromir Prod, controlat per l'empresari Constantin Boromiz, propietari del grup Boromir, que també posseeix Boromir Ind Vâlcea, Panmed Mediaș i Comcereal Sibiu.
L'economia encara està més orientada a la indústria que als serveis, cosa que, segons una enquesta del Banc Mundial de 2016, la va fer més atractiva per a la mà d'obra de baixa qualificació (en el millor dels casos amb estudis de secundària). La mateixa enquesta va mostrar que la major part de la població activa de la ciutat provenia del comtat, ja que Buzău és el centre d'una zona molt rural, compacta i densament poblada. Es va trobar que la ciutat competia amb ciutats més grans per la força de treball d'altres comtats, una característica que comparteix amb Alexandria. La proximitat de Bucarest fa de Buzău ha fet que sigui una font de migració interna, de manera que orbita a la capital. Buzău és la segona ciutat (molt després de Ploiești, una ciutat amb gairebé el doble de població), pel nombre d'empleats a Bucarest procedents d'altres ciutats entre 1991 i 2011; l'enquesta assenyala que això ha suposat un desavantatge, però que podria esdevenir una oportunitat en el futur.

## Transport

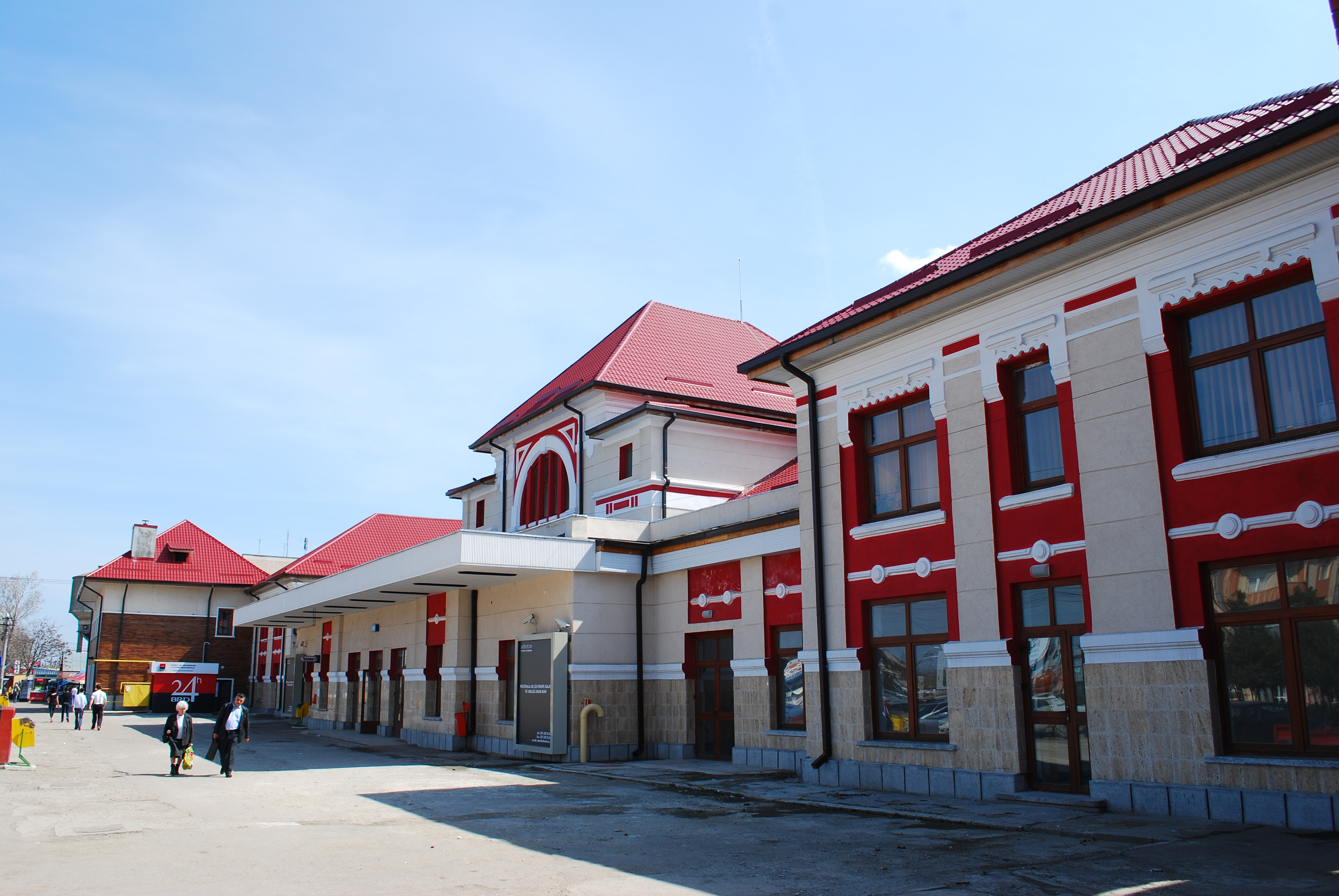
L'estació de ferrocarril principal de Buzău

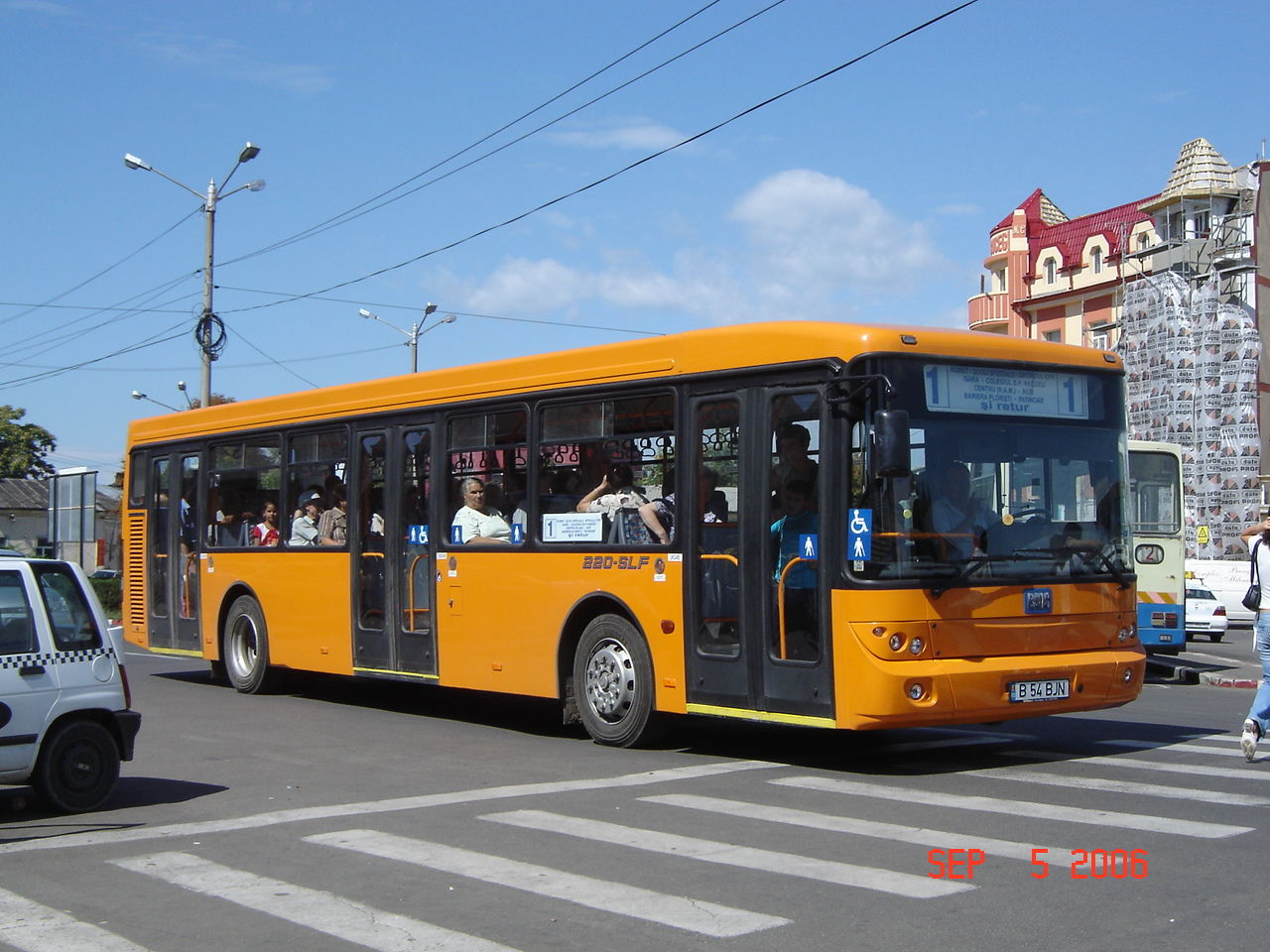
Autobús urbà a la ruta 1, a prop de l'estació de tren de Buzău

### Carril
Buzău és un dels principals nusos ferroviaris importants del país, ja que connecta Bucarest i Ploiești amb Focșani, Galați i Constanța. L'estació de ferrocarril de la ciutat es va obrir el 1872, juntament amb el ferrocarril Bucarest-Galați.
Un ram d'aquest ferrocarril, de Buzău a Mărășești, es va obrir pocs anys després, el 13 de juny de 1881, i va ser el primer ferrocarril dissenyat per enginyers romanesos.
La línia Buzău-Nehoiașu, oberta el 1908, connecta Buzău amb els pobles més petits de la vall del riu Buzău, inclosos Nehoiu i Pătârlagele.

### Carretera
Buzău la travessa la carretera nacional DN2 (part de la ruta europea E85), que connecta la ciutat amb Bucarest al sud i amb Râmnicu Sărat i les principals ciutats de Moldàvia occidental al nord. La carretera nacional DN1B (Ruta Europea E577) surt de DN2 a Buzău. Aquesta carretera connecta la ciutat amb Ploiești. Al nord de la ciutat, DN10 també es ramifica des de DN2. Travessa els Carpats a la seva curvatura sud-est pel pas de Buzău cap a Brașov. El sud de Buzău també està travessat per la carretera nacional DN2B, que surt de DN2 a la veïna comuna de Costești, que condueix cap a l'est fins a Galați i Brăila.
A Buzău, la carretera comarcal DJ203D es dirigeix a DN2B. Condueix cap al sud fins a Țintești i Smeeni, on acaba en DN2C, una carretera al llarg de la qual ajuda a connectar Buzău amb Slobozia.
A la zona de la ciutat de Buzău, l'únic pont viari funcional sobre el riu Buzău és el que creua amb DN2 a Mărăcineni. Hi ha un altre pont per carretera, que connecta la ciutat amb Vadu Pașii, a prop del pont del ferrocarril. Tanmateix, es va tancar després de ser destruïda per una inundació ràpida el 2005 i es van ajornar les reparacions, que van tenir un impacte en l'economia de les comunes veïnes del nord-est de la ciutat, ja que només l'utilitzen els vianants i els ciclistes. Les obres van començar a la tardor del 2017.
Dues estacions principals de trànsit, una al nord i una al sud al costat de l'estació de ferrocarril, així com algunes altres parades d'autobús secundàries, són utilitzades per empreses de transport privat que operen serveis a altres ciutats o pobles propers.

### Aire
Buzău no té cap aeroport civil. L'única infraestructura de transport aeri present a la ciutat és l'aeroport i heliport militar al sud-oest de la ciutat, però només s'utilitza en vols sanitaris d'emergència. El trànsit aeri civil de Buzău es realitza a través de l'aeroport internacional Henri Coandă d'Otopeni, 110 km, el principal centre aeri de Valàquia.

### Transport públic
Deu línies d'autobús connecten les zones residencials amb les zones industrials (inclosa la plataforma industrial Buzău Sud), el centre de la ciutat i l'estació de ferrocarril. Hi ha algunes companyies de taxis autoritzades per la ciutat que també operen als pobles dels voltants.

## Educació i cultura

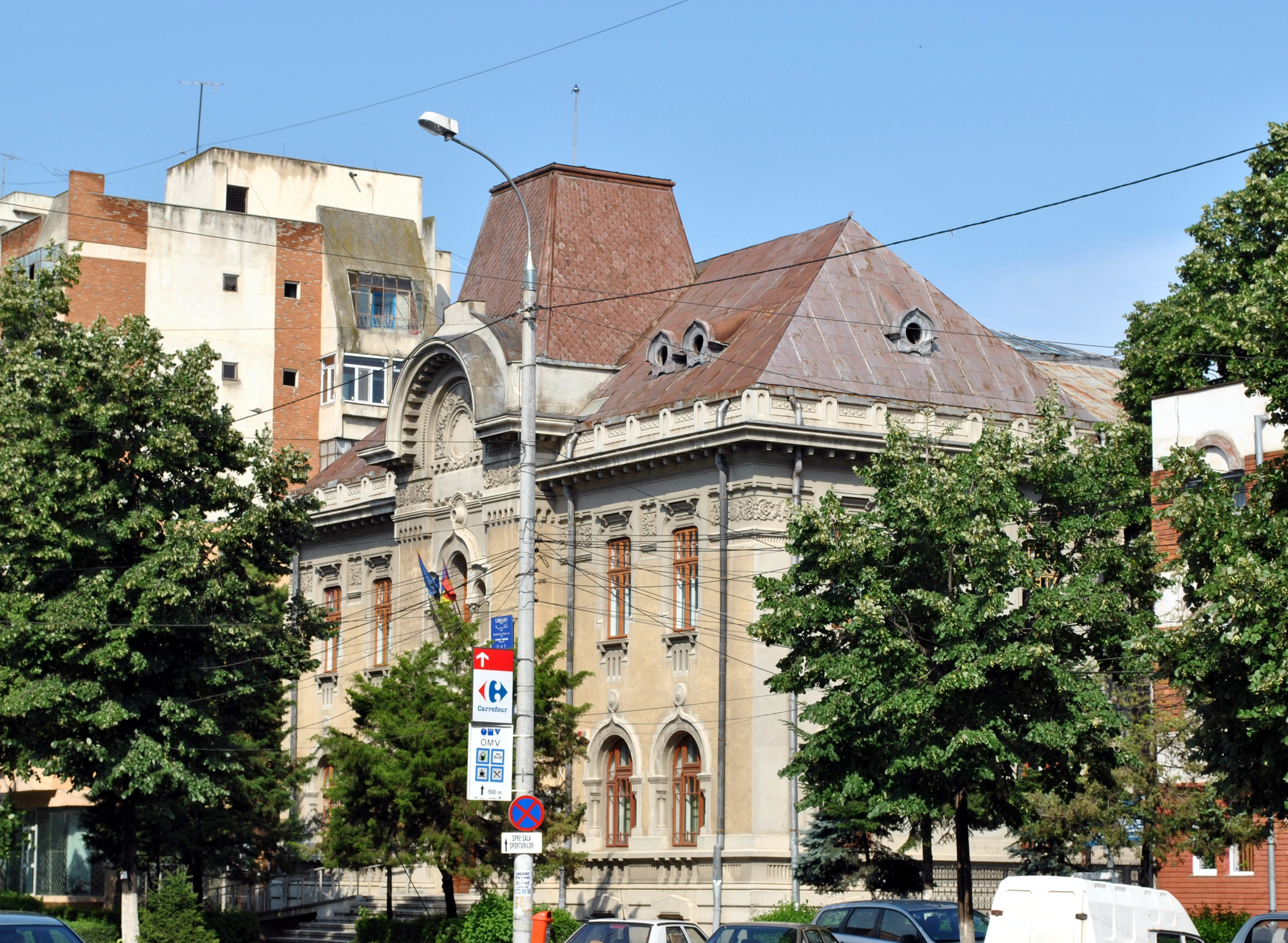
La biblioteca del comtat memorial Vasile Voiculescu a Buzău

La primera escola de Buzău va ser l'escola de pintors d'esglésies i d'icones, oberta per Chesarie, el bisbe de Buzău. L'escola funcionava al bisbat de Buzău i estava dirigida per Nicolae Teodorescu. Gheorghe Tattarescu va començar aquí a aprendre pintura.
El referent educatiu més important de la ciutat és el Col·legi Nacional Bogdan Petriceicu Hasdeu, al qual va assistir en la seva joventut el premi Nobel George Emil Palade. L'institut Hasdeu es va inaugurar el 1867.
La biblioteca pública de la ciutat es va inaugurar el 1893 amb el nom de Biblioteca Pública Carol I. Més tard va agafar el nom de Vasile Voiculescu, l'autor, escriptor i poeta més destacat de Buzău.

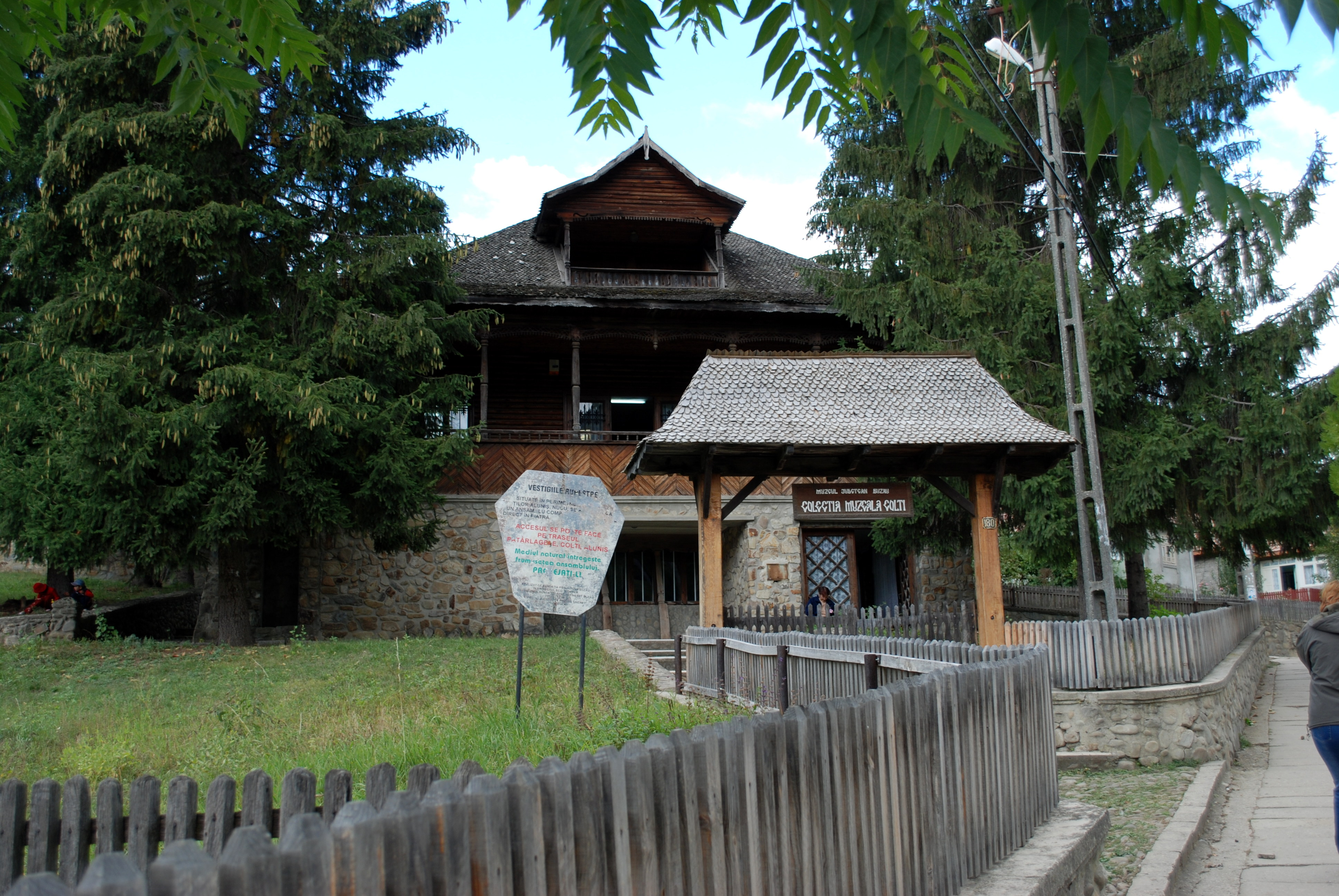
Museu del comtat de Buzău

El teatre escènic George Ciprian es va crear el 1996. No compta amb una tripulació pròpia, depenent dels contractes. El seu primer gerent va ser el dramaturg Paul Ioachim.
La primera universitat de la ciutat va ser el Economic University College, inaugurat el 1992, una sucursal de l'Acadèmia d'Estudis Econòmics de Bucarest.
El museu principal de Buzău és el museu del comtat de Buzău, que exhibeix articles relacionats amb la història de la regió. El mateix museu supervisa l'exposició d'etnografia a la casa Vergu-Mănăilă, així com el museu de l'ambre a Colți i la casa commemorativa Vasile Voiculescu a Pârscov.

## Autòctons de Buzău
- Gabriel Andreescu, activista en drets humans i politòleg
- Ion Băieșu, dramaturg
- Constantin Budeanu, enginyer elèctric
- Vasile Cârlova, poeta
- George Ciprian, actor, dramaturg
- Constantin C. Giurescu, historiador
- Ștefan Gușă, general de l'exèrcit romanès
- Paul Ioachim, actor, dramaturg
- Mico Kaufman, escultor
- Alexandru Marghiloman, estadista, primer ministre de Romania
- Mihaela Runceanu, cantant de pop
- Radu G. Vlădescu, professor de la Facultat de Medicina Veterinària de la Universitat de Ciències Agronòmiques i Veterinària, Bucarest, membre de l'Acadèmia Romanesa i membre corresponsal de l'Acadèmia Francesa
- Vasile Voiculescu, poeta, escriptor, dramaturg

### Alcaldes destacats
- Nicu Constantinescu
- Stan Săraru

## Ciutats agermanades
Buzău està agermanada amb: 
- Oudenaarde, Bèlgica, des del 1999
- Agios Dimitrios, Grècia, des del 2006
- Soroca, República de Moldàvia, des del 2012